# Mary Rees
Pour les articles homonymes, voir Rees.
Susan Mary Rees (née à Cambridge, le 31 juillet 1953) est une mathématicienne britannique, spécialisée dans la recherche sur les systèmes dynamiques complexes et la géométrie des espaces de Teichmüller. Elle est professeure émérite de mathématiques à l'université de Liverpool depuis 2018.

## Carrière
Mary Rees naît à Cambridge. Son père, le mathématicien David Rees a travaillé sur le décodage de la machine Enigma à Bletchley Park et sa sœur Sarah Rees (en) est également mathématicienne. Elle fait ses études au St Hugh's College d'Oxford où elle obtient son diplôme en 1974 et une maîtrise en 1975. Elle poursuit ses études en mathématiques à l'université de Warwick, où elle prépare un doctorat sous la direction de Bill Parry, et soutient en 1978 une thèse intitulée Distal Transformation Groups. Son premier poste postdoctoral est à l'Institute for Advanced Study de 1978 à 1979. Puis, elle travaille à l'Institut des hautes études scientifiques à Bures-sur-Yvette et à l'université du Minnesota. Elle est nommée à l'université de Liverpool où elle effectue le reste de sa carrière, et où elle est nommée professeure de mathématiques en 2002. Elle devient professeure émérite en 2018. 

## Travaux
Ses recherches portent principalement sur les systèmes dynamiques complexes. Ses travaux les plus récents se sont centrés sur la dynamique des fonctions rationnelles quadratiques, c'est-à-dire des fonctions rationnelles de degré deux de la sphère de Riemann dans elle-même. Elle est l'auteure d'une monographie détaillée. En 2004, elle a également présenté une autre preuve de la Ending Lamination Conjecture (en) de William Thurston qui avait été prouvée par Jeffrey Brock (en), Richard Canary (en) et Yair Minsky (en) peu de temps auparavant.

## Prix et distinctions
Elle est élue membre de la Royal Society en 2002.  
Elle a reçu le prix Whitehead de la London Mathematical Society en 1988. La citation relève que, en particulier, « Son théorème le plus spectaculaire a été de montrer que dans l'espace des fonctions rationnelles sur la sphère de Riemann de degré d   ≥   2, les cartes qui sont ergodiques par rapport à la mesure de Lebesgue et laissent invariantes une mesure de probabilité absolument continue forment un ensemble de mesure positive. »
Elle est conférencière invitée au Congrès international des mathématiciens en 1990 à Kyoto avec une conférence intitulée « Combinatorial methods illustrating variations of dynamics in families of rational maps ».

## Publications
- « Multiple equivalent matings with the aeroplane polynomial », Ergodic Theory and Dynamical Systems, 2010, p. 20.
- « William Parry FRS 1934-2006 », Biographical Memoirs of the Royal Society, 2008, 54, p. 229-243.
- « Teichmuller distance is not $C^{2+\varepsilon }$ », Proc London Math, 2004, 88, p. 114-134.
- « Views of Parameter Space: Topographer and Resident », Asterisque (en), 2003, 288, p. 1-418.
- « Teichmuller distance for analytically finite surfaces is $C^{2}$ », Proc. London Math. Soc, 2002, 85, p. 686-716.